# Plum Sykes
Plum Sykes (wł. Victoria Sykes) (ur. 4 grudnia 1969 w Londynie) – brytyjska pisarka, dziennikarka.
Pradziadkiem Plum Sykes był polityk Mark Sykes, a dziadkiem Christopher Sykes – oficjalny biograf pisarza Evelyn Waugh. Dorastała w Sevenoaks, gdzie uczęszczała do znanej w Wielkiej Brytanii, założonej w XV wieku szkoły. Po jej ukończeniu studiowała na wydziale historii współczesnej w Worcester College w Oksfordzie. Od 1993 pracowała w londyńskiej redakcji brytyjskiego wydania magazynu Vogue jako asystentka do spraw mody, w 1996 dostała propozycję przeniesienia do redakcji wydania amerykańskiego w Nowym Jorku. Sykes szybko stała się znaną postacią nowojorskiej socjety, w nowej redakcji została uznana za uosobienie „It-girl”. Ten okres działania amerykańskiej redakcji Vogue stanowił kanwę powstania powieści Lauren Weisberger „Diabeł ubiera się u Prady”. Przez długi czas prowadziła na łamach Vogue kronikę towarzyską, obecnie tematem jej felietonów jest moda wśród celebrytów.

## Twórczość
Jest autorką powieści o codziennym życiu w kręgach świata mody tzw. Chick lit:
- „Księżniczki z Park Avenue” (2004) (org. Bergdorf Blondes);
- „Debiutantki z Park Avenue” (2006) (org. The Debutante Divorcée) (jedno z wydań polskich nosi tytuł „Rozwódki z Park Avenue”).